# موسى دبليو. فيلد
موسى دبليو. فيلد (بالإنجليزية: Moses W. Field)‏ هو سياسي أمريكي، ولد في 10 فبراير 1828، وتوفي في 14 مارس 1889 في هامتراميك في الولايات المتحدة. حزبياً، نشط في الحزب الجمهوري. وقد انتخب عضو مجلس النواب الأمريكي.